# Serian Bandung
Serian Bandung is een bestuurslaag in het regentschap Seluma van de provincie Bengkulu, Indonesië. Serian Bandung telt 714 inwoners (volkstelling 2010).